# Monhystera uria
Monhystera uria är en rundmaskart som beskrevs av Stewart 1914. Monhystera uria ingår i släktet Monhystera och familjen Monhysteridae. Inga underarter finns listade i Catalogue of Life.